# Islas Cook en los Juegos Olímpicos de Río de Janeiro 2016
Las Islas Cook participaron en los Juegos Olímpicos de Río de Janeiro 2016 con un total de nueve deportistas, que compitieron en cinco deportes. Ella Nicholas, competidora de piragüismo, fue la abanderada en la ceremonia de apertura.

## Participantes
Atletismo
- Alex Beddoes (800 metros masculinos)[2]
- Patricia Taea (100 metros femeninos)[2]

Halterofilia
- Luisa Peters (+75 kg femeninos)[2]

Natación
- Wesley Roberts (1500 metros estilo libre masculino)[2]
- Tracy Keith-Matchitt (100 metros estilo libre femeninos)[2]

Piragüismo 
- Bryden Nicholas (K-1 masculino)[2]
- Ella Nicholas (K-1 femenino)[2]

Vela
- Taua Henry (Laser masculino)[2]
- Teau McKenzie (Laser Radial femenino)[2]